# Schistura dalatensis
Schistura dalatensis är en fiskart som beskrevs av Jörg Freyhof och Serov 2001. Schistura dalatensis ingår i släktet Schistura och familjen grönlingsfiskar. Inga underarter finns listade i Catalogue of Life.